# Франтішек Ступка
Франтішек Ступка (чеськ. František Stupka, Франц Якович Ступка; нар. 18 січня 1879, Тедражіце — пом. 24 листопада 1965, Прага) — чеський скрипаль і диригент, професор Одеської консерваторії (1913). Народний артист Чехословаччини (1968).

## Життєпис

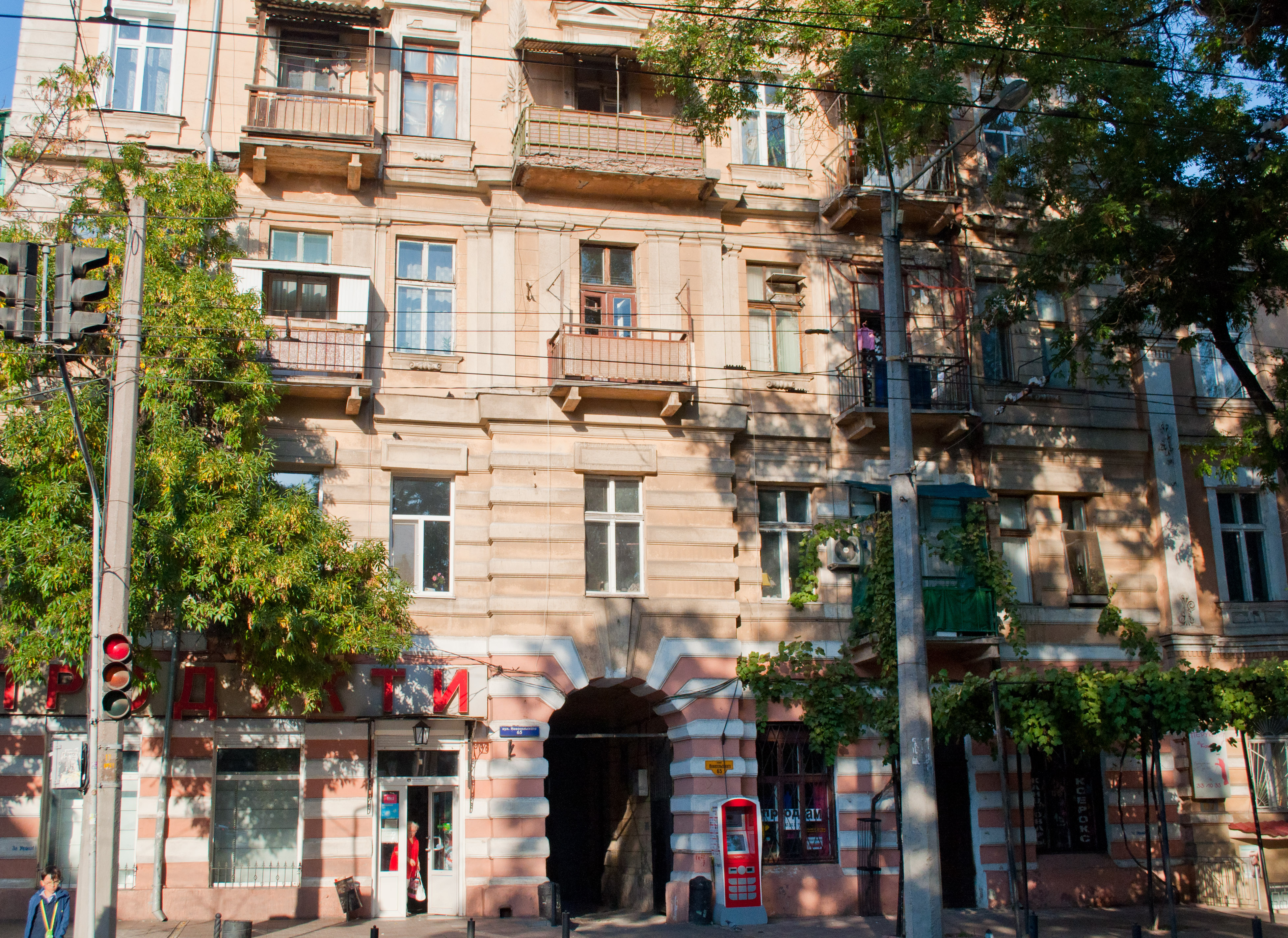
Будинок в Одесі, в якому жив Франтішек Ступка

Франтішек Ступка народився в селі Тедражіце 18 січня 1879.
1901 — закінчив  Празьку консерваторію, учень Отакара Шевчика та Михайла Сербулова.
Того ж року вирушив до Одеси, де став концертмейстером в оркестрі Йосипа Прібіка і де вже працював чеський скрипаль Йосип Карбулька.
Від 1902 року викладав в Одеському училищі РМТ.
1913 року отримав звання професора Одеської консерваторії.
В Одесі він заснував чеський струнний квартет у складі Ярослава Коціана, Франтішека Ступки, Йозефа Пермана та Ладислава Зеленки, де згодом працював диригентом.
1919—1946 — диригент Чеської філармонії.
1946—1956 — головний диригент і художній керівник Моравської філармонії в Оломоуці.
Водночас з 1947 по 1951 рік він також працював професором Академії музики імені Яначека в Брно.
Відомий, перш за все, як інтерпретатор музики таких класиків як Дворжак, Сметана, Яначек,  Чайковський.
1928 року на фестивалі болгарської музики в Празі диригував прем'єрою рапсодії Панчо Владігерова «Вардар».
У записах збереглись Восьма симфонія Дворжака під диригуванням Ступки і віолончельний концерт Дворжака.
Франтішек ступка похований на Вишеградському кладовищі у Празі. Його іменем названі вулиці в Празі і Оломоуці.
Франтішек Ступка — пра-пра-прадід чеського віолончеліста Франтішека Брікціуса (чеськ. František Brikcius).

## Учні
Серед його учнів — Лекгер Дмитро Миколайович, один із фундаторів львівської скрипкової школи.